# Osric de Northumbria
Osric fue rey de Northumbria desde la muerte de Coenred en 718 hasta su muerte el 9 de mayo de 729. Symeon de Durham le llama hijo de Aldfrith de Northumbria, lo que le convertiría en hermano, o quizás medio hermano, de Osred. Alternativamente, pudo haber sido un hijo de Eahlfrith de Deira, y por ello primo de Osred.
Bede da poca información acerca del reinado de Osric, pero registra que se vieron cometas a su muerte, un signo de mal augurio. William de Malmesbury elogia a Osric por su decisión de adoptar a Ceolwulf, hermano de Coenred, como su heredero.

## Lecturas complementarias
- Higham, N.J., El Reino de Northumbria ANUNCIO 350-1100. Stroud: Sutton, 1993. ISBN 0-86299-730-5
- Marsden, J., Northanhymbre Saga: La Historia de los Reyes anglosajones de Northumbria. Londres: Cathie, 1992. ISBN 1-85626-055-0

| Predecesor: Coenred | Rey de Northumbria 718-729 | Sucesor: Ceolwulf |

- Datos: Q880242